# القمة الخليجية 1999 (الرياض)
قمة مجلس التعاون الخليجي 1999 أو القمة الخليجية 20 عقدت القمة خلال الفترة 27 - 29 نوفمبر 1999 في مدينة الرياض عاصمة المملكة العربية السعودية برئاسة خادم الحرمين الشريفين الملك فهد بن عبدالعزيز ال سعود ملك المملكة العربية السعودية.  
خلصت القمة إلي العديد من القرارات المهمة علي الصعد الاقتصادية والبيئية والتوجهات لتعزيز مسيرة المجلس ومواقف دول المجلس حول القضايا الملحة عربيًا واسلاميًا واقليميًا ودوليًا.

## المشاركين

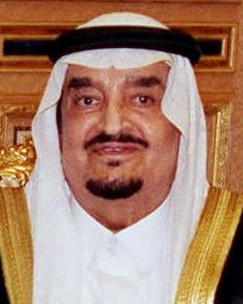
السعودية خادم الحرمين الشريفين الملك فهد بن عبدالعزيز آل سعود ملك المملكة العربية السعودية (رئيس الأجتماع)
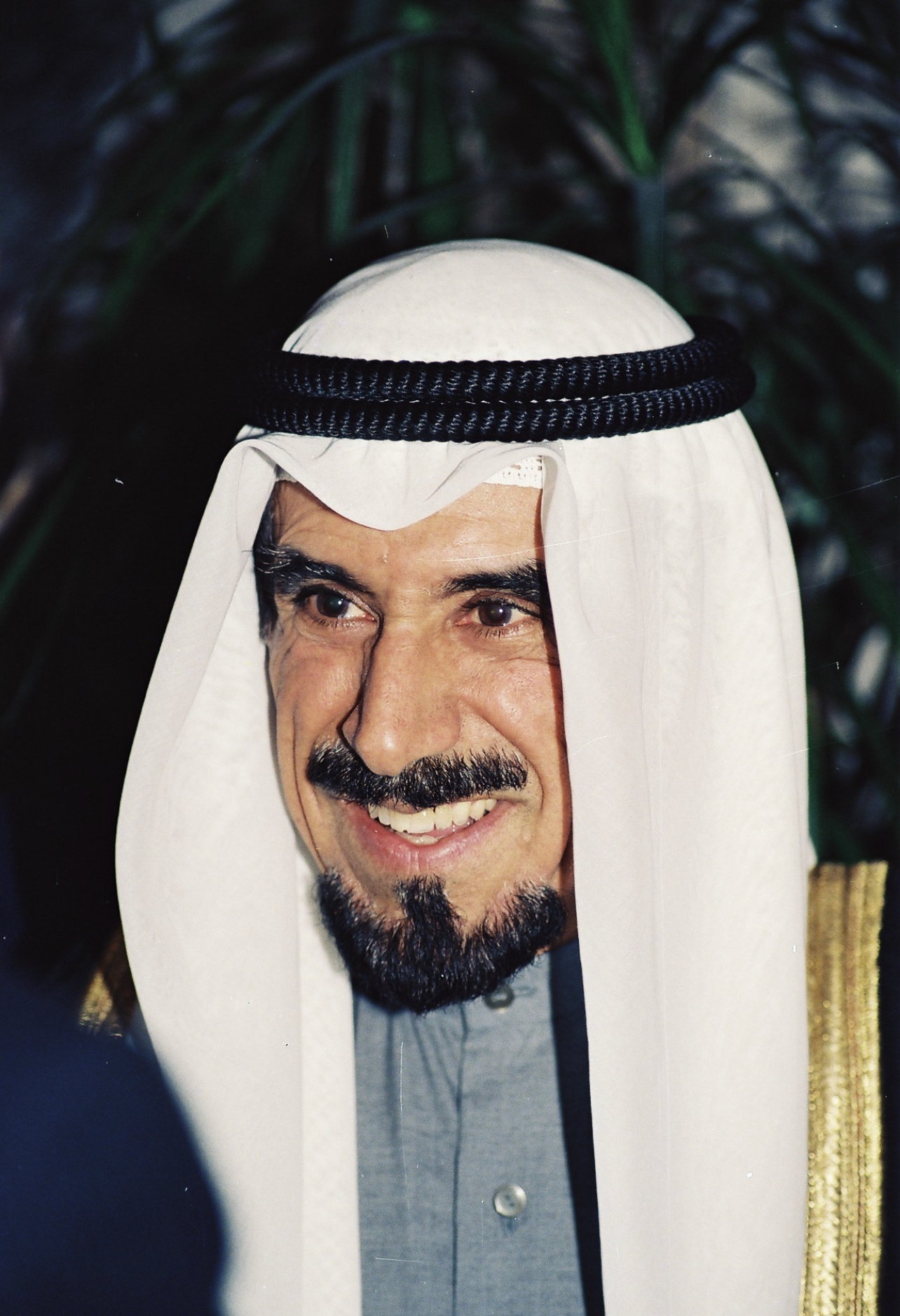
الكويت صاحب السمو الشيخ جابر الأحمد الجابر الصباح أمير دولة الكويت
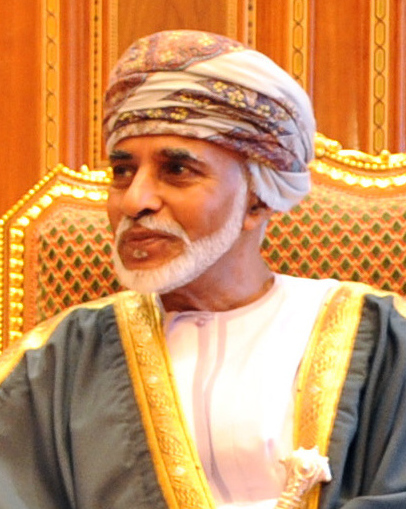
عُمان صاحب الجلالة السلطان قابوس بن سعيد آل سعيد سلطان عمان
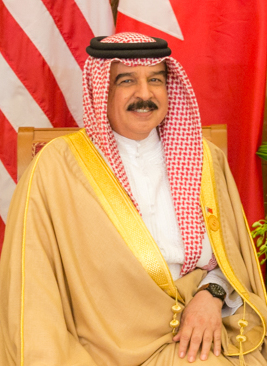
البحرين صاحب الجلالة الملك حمد بن عيسى آل خليفة ملك مملكة البحرين
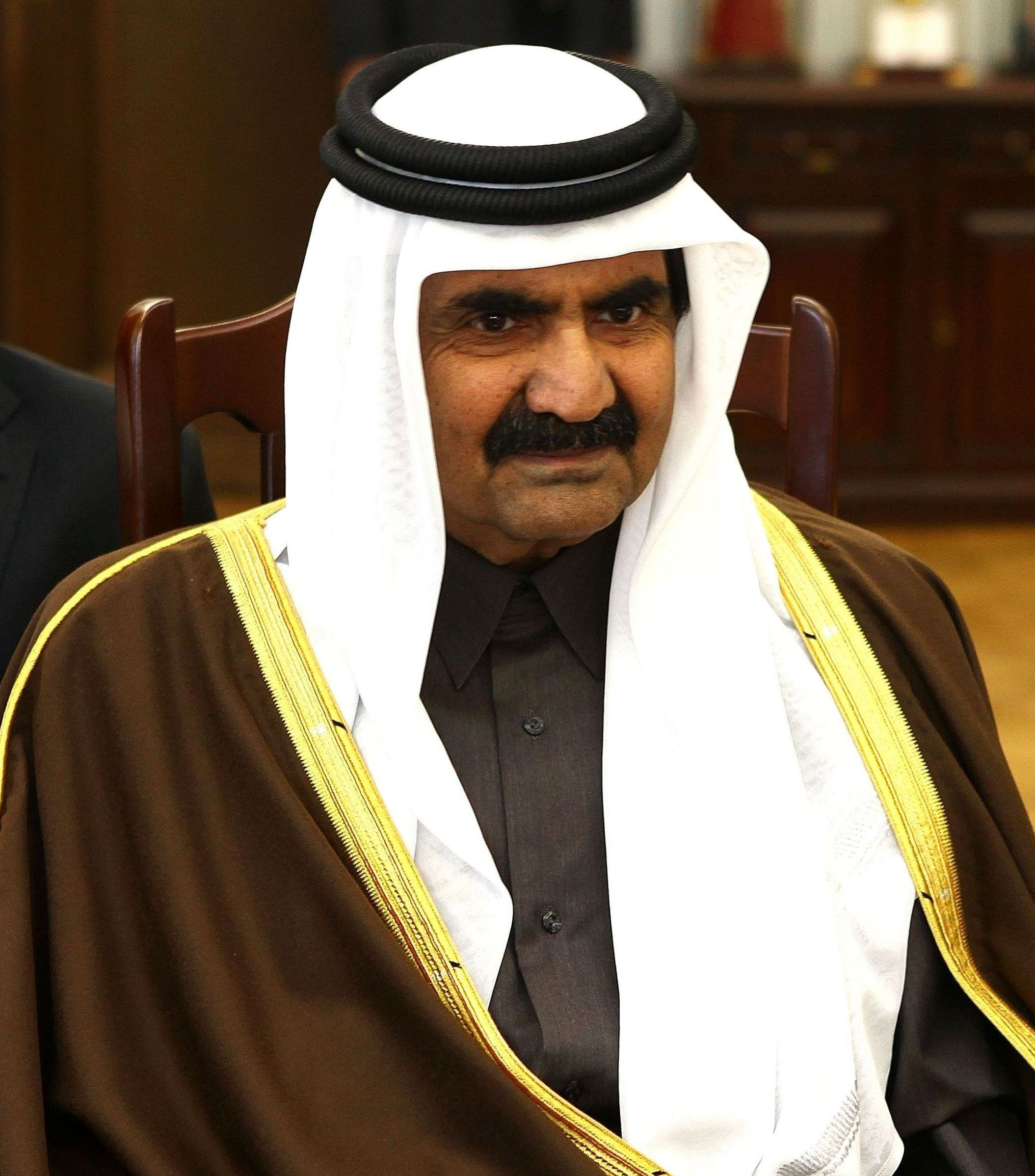
قطر صاحب السمو الشيخ حمد بن خليفة آل ثاني أمير دولة قطر
الإمارات العربية المتحدة صاحب السمو الشيخ مكتوم بن راشد آل مكتوم نائب رئيس الدولة رئيس مجلس الوزراء حاكم دبي
مجلس التعاون الخليجي معالي الشيخ جميل بن إبراهيم الحجيلان أمين عام مجلس التعاون لدول الخليج العربية